# Grammer AG

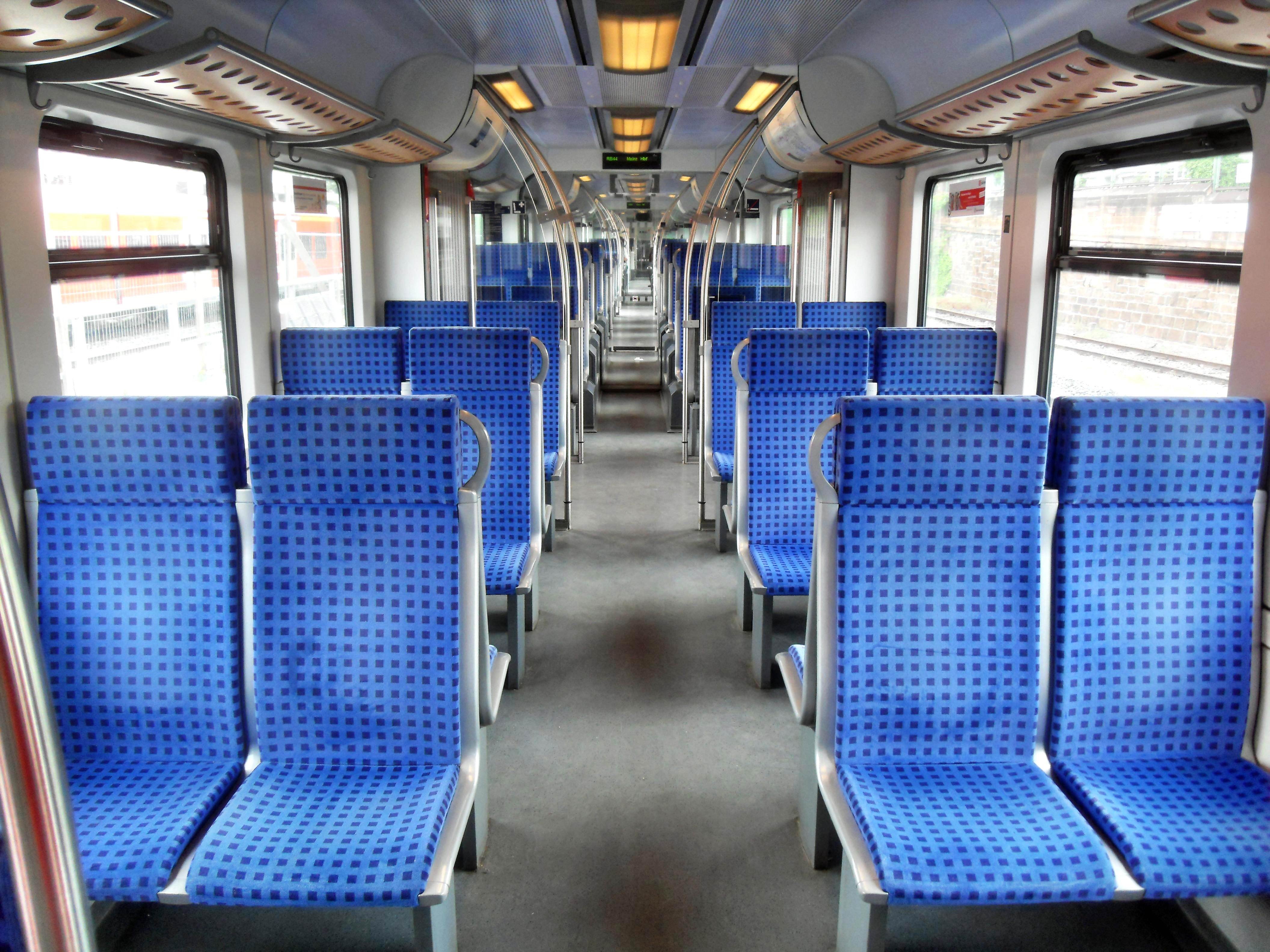
Zug der DB-Baureihe 425 mit Passagiersitzen des Typs Grammer C 3000

Die Grammer AG ist ein deutsches Unternehmen mit Sitz in Ursensollen in der Oberpfalz. 
Es ist spezialisiert auf die Entwicklung und Herstellung von Komponenten und Systemen für die Pkw-Innenausstattung sowie von Fahrer- und Passagiersitzen für Offroad-Fahrzeuge, Lkw, Busse und Bahnen.

## Geschichte
Die Grammer AG geht zurück auf die 1880 in Amberg von Willibald Grammer gegründete Sattlerei Grammer. In dieser Tradition gründete der Enkel Willibald Grammers, Georg Grammer, 1954 ebenfalls in Amberg den Betrieb zur Fabrikation von Sitzkissen. 1964 konnten erstmals gefederte Fahrersitze hergestellt werden. In der Folgezeit expandierte das Unternehmen verstärkt ins Ausland, insbesondere nach Europa und Nordamerika. In den 1980er-Jahren stieg Grammer zudem in die Produktion von Bürostühlen, Lkw- und Bussitzen ein. 1985 begann die Serienproduktion von Produkten für die Pkw-Innenausstattung. 1989 wurde das Unternehmen in eine Aktiengesellschaft umgewandelt, es firmiert seitdem unter dem Namen Grammer AG. Zunächst blieben die Aktien aber noch in der Hand von Georg Grammer. 1990 stieg das Unternehmen mit der Herstellung von Sitzen für den ICE in die Produktion von Bahn-Innenausstattung ein. Im Jahr 1996 erfolgte das Börsendebüt der Grammer AG an der Frankfurter Börse, zunächst blieb die Aktienmehrheit im Besitz von Georg Grammer.
1998 übernahm das Unternehmen für elf Millionen DM den Geschäftsbereich Eisenbahnsitze der Magna Paulisch GmbH (Lohr) und in einer weiteren Großakquisition den gesamten Geschäftsbereich Polsterteile der Eugen O. Butz GmbH, Langenfeld.
Die Magna Paulisch GmbH hatte zum Zeitpunkt der Übernahme 30 Mitarbeiter mit 25 Millionen DM Umsatz und zählte zu den bedeutendsten Anbietern von Sitzen für den Regionalverkehr.
1998 trat Georg Grammer altersbedingt als Vorstandsvorsitzender zurück und wechselte in den Aufsichtsrat, dem er bis zu seinem Tod 2005 angehörte.
2000 wurde der Bereich Büromöbel mit der Bürostuhl GmbH im Rahmen von Sanierungsmaßnahmen abgestoßen, bei denen sich der Investmentfonds Permira unter Übernahme großer Teile des Aktienpaketes wesentlich beteiligt hatte. Nach gelungener Sanierung und Ausstieg von Permira stieg der Streubesitz 2005 mit dem zweiten IPO kurzzeitig über 90 %.
Im Jahr 2005 wurden mit den Standorten Changchun und Peking zwei neue Werke in China eröffnet, 2008 folgte die Erschließung des russischen Lkw-Marktes und 2010 kam der Ausbau des Mittelkonsolengeschäfts in Europa, Asien und NAFTA.
Im Juli 2011 erwarb die Grammer AG 100 % der Anteile an dem belgischen Elektronikspezialisten EiA Electronics N.V. mit Sitz in Aartselaar, Belgien. EiA Electronics ist auf die Entwicklung, die Integration und den Vertrieb von Elektronikkomponenten, insbesondere von Multifunktionsarmlehnen in Nutzfahrzeugen, spezialisiert. Das Produktangebot von EiA umfasst Displays, Konsolen, Steuerungselemente, Kommunikationsmodule und Sensoren.
Im Februar 2013 wurde der Kopfstützenspezialist Nectec mit Sitz im tschechischen Česká Lípa von der Fehrer Gruppe gekauft.
Am 28. Dezember 2015 wurde die im Oktober desselben Jahres angekündigte Übernahme der Reum-Gruppe kartellrechtlich genehmigt und abgeschlossen.
2018 tätigte Grammer mit der vollständigen Übernahme der US-amerikanischen Toledo Molding & Die Inc. (TMD) für rund 271 Millionen US-Dollar den bis dahin größten Zukauf seiner Geschichte. Die TMD-Gruppe entwickelt in Ohio und Michigan thermoplastische Produkte, Werkstoffe und Fertigungsprozesse für die Ausstattung von Fahrzeug-Innenräumen und erwirtschaftete im Geschäftsjahr 2017 mit rund 1.600 Mitarbeitern an elf Standorten in den USA und Mexiko einen Umsatz von über 300 Millionen US-Dollar. Im September 2024 wurde die TMD-Gruppe nach umfangreichen Restrukturierungsbemühungen wieder veräußert, der Käufer First Brands Group bezahlte 40 Millionen US-Dollar (knapp 36 Millionen Euro) für die defizitär arbeitende Tochtergesellschaft TMD.
Die Zentrale der Grammer AG befindet sich seit 2020 in Ursensollen, nicht mehr im 9 km entfernten Amberg. Nach zweieinhalbjähriger Bauzeit wurde der Grammer Campus im November 2020 in Betrieb genommen. Die Bürofläche umfasst mehr als 10.000 Quadratmeter und verteilt sich auf vier Geschosse.

## Konzernstruktur
Das Unternehmen gliedert sich in die Geschäftssegmente Commercial Vehicles und Automotive. Grammer Commercial Vehicles entwickelt und produziert weltweit Fahrer- und Passagiersitze für Land- und Baumaschinen, Stapler, Lkw, Busse und Bahnen. Im Segment Automotive liefert Grammer Kopfstützen, Armlehnen, Mittelkonsolen und integrierte Kindersitze an namhafte Pkw-Hersteller und Systemlieferanten der Fahrzeugindustrie. Das Geschäftssegment Automotive generiert etwa zwei Drittel des Umsatzes. Die Aktie mit der ISIN-Nummer DE0005895403 ist an der Deutschen Börse notiert.

## Aktionärsstruktur
Stand: 31. Dezember 2022
- 86,2 % Jiye Auto Parts GmbH (für Ningbo Jifeng Auto Parts Co., Ltd, diese für Ningbo Investments Co., Ltd. (Frau Bifeng Wu))
- 2,17 % eigene Aktien
- 11,63 % Streubesitz

Stand: 13. September 2018
- 84,23 % Jiye Auto Parts GmbH
- 5,17 % Wynnefield Capital

Anfang August 2018 hatte Jifeng durch den Zukauf der Aktien der Prevent-Gruppe 46 % erreicht.
Die bosnische Investorenfamilie Hastor hatte, mit den ihnen verbundenen Unternehmen Halog und Cascade, nahe 19,2 % an Grammer besessen.
Stand: 30. Mai 2018:
- 25,51 % JAP Capital Holding GmbH
- 10,001 % Cascade International Investments GmbH
- 9,18 % Halog GmbH & Co. KG
- 5,17 % Wynnefield Capital
- 4,999 % Dimensional

Im Februar 2017 überschritt der chinesische Investor Ningbo Jifeng Auto Parts Co., Ltd (NBJF) die meldepflichtigen Schwellen von 3 % und 5 % und stieg mit einer Beteiligung von 9,2 % zum drittgrößten Aktionär auf.
Ab 23. März 2017 erhöhte NBJF seinen, über die verbundene Gesellschaft JAP Capital Holding GmbH gehaltenen, Stimmrechtsanteil auf 10,06 % und am 18. Mai 2017 auf 15,07 %.